# Episodi di The Expanse (quarta stagione)
La quarta stagione della serie televisiva The Expanse, composta da 10 episodi, è stata pubblicata interamente sul servizio di streaming on demand Prime Video il 13 dicembre 2019.
A partire da questa stagione entra nel cast principale Cara Gee. Thomas Jane ricompare come guest star.
| n° | Titolo originale   | Titolo italiano           | Pubblicazione    |
| -- | ------------------ | ------------------------- | ---------------- |
| 1  | New Terra          | Nuova Terra               | 13 dicembre 2019 |
| 2  | Jetsam             | Le rovine                 | 13 dicembre 2019 |
| 3  | Subduction         | Subduzione                | 13 dicembre 2019 |
| 4  | Retrograde         | Retrogrado                | 13 dicembre 2019 |
| 5  | Oppressor          | Oppressore                | 13 dicembre 2019 |
| 6  | Displacement       | Evacuazione               | 13 dicembre 2019 |
| 7  | A Shot In The Dark | Uno sparo nel buio        | 13 dicembre 2019 |
| 8  | The One-Eyed Man   | L'uomo con un solo occhio | 13 dicembre 2019 |
| 9  | Saeculum           | Saeculum                  | 13 dicembre 2019 |
| 10 | Cibola Burn        | Cibola in fiamme          | 13 dicembre 2019 |

## Nuova Terra
- Titolo originale: New Terra
- Diretto da: Breck Eisner
- Scritto da: Mark Fergus e Hawk Ostby

### Trama
Avasarala fa instaurare un blocco navale all'Anello, temendo le conseguenze dell'esplorazione incontrollata degli altri sistemi, ma un gruppo di navi cinturiane provenienti da Ganimede tenta di forzarlo e una nave riesce ad attraversarlo. Otto mesi dopo, Avasarala chiede a Holden e alla Rocinante di indagare sul pianeta Ilus, dove si sono stabiliti i coloni cinturiani sfuggiti al blocco navale, avendo ricevuto dalla superficie immagini di strutture che sembrano opera della protomolecola. Nel frattempo Draper ha lasciato i marine e lavora come manovale su Marte, mentre la Behemoth è stata trasformata nella stazione Medina all'interno dell'Anello che funge da base per la costruzione di trasmettitori per comunicare tra i vari portali aperti. Ashford intanto dà la caccia ai pirati nello spazio circostante che mirano particolarmente alle navi in attesa che chiedo il transito per l'Anello. Una nave delle Nazioni Unite giunge su Ilus in supporto alla missione della Rocinante, ma viene colpita da qualcosa durante l'atterraggio causando un disastroso incidente. Holden e i compagni giungono sul pianeta e si recano all'insediamento, incontrando i coloni e i superstiti terrestri, ma ben presto la situazione degenera e le fazioni si puntano le armi. Lo stallo viene interrotto da un misterioso sciame nero che piomba sull'accampamento e ferisce tutti i presenti.
- Durata: 48 minuti
- Apparizione speciale: Thomas Jane (L'Investigatore).
- Guest star: David Strathairn (Comandante Klaes Ashford), Frances Fisher (Elise Holden), Nadine Nicole (Clarissa "Claire" Melpomene Mao), Burn Gorman (Adolphus Murtry), Kris Holden-Ried (Coop), Rosa Gilmore (Dottoressa Lucia Mazur), Lyndie Greenwood (Dottoressa Elvi Okoye), Jess Salgueiro (Chandra Wei).

## Le rovine
- Titolo originale: Jetsam
- Diretto da: Breck Eisner
- Scritto da: Laura Marks

### Trama
Avasarala si reca in viaggio diplomatico su Marte e invita Draper ad una cena organizzata. La ragazza tuttavia è soggetta al disprezzo dei suoi compatrioti per essere stata congedata con disonore e, quando Avasarala le offre di lavorare per lei, rifiuta rendendosi conto di essere stata usata per mostrare solidarietà verso Marte. Tornata a casa, scopre che suo nipote è stato coinvolto dalla sua ragazza nel traffico di droga ed è costretta ad usare la forza per sottomettere gli spacciatori che lo obbligano a lavorare. Intanto su Medina Drummer e Ashford scoprono che il famigerato Marco Inaros è tra i pirati che infestano la zona vicino all'Anello. Nel frattempo su Ilus, Amos e Murtry, capo della sicurezza della spedizione terrestre, indagano sull'incidente della nave da sbarco scoprendo che qualcuno ha fatto esplodere la piattaforma durante l'atterraggio, causando il disastro. Murtry torna all'accampamento intimando di consegnare i responsabili e la sera, dopo un'accesa discussione, spara ad uno dei coloni che lo aveva minacciato. Intanto Holden riceve nuovamente la visita dell'Investigatore che gli chiede di recarsi ad una delle strutture costruite dalla protomolecola, dove una porta si è improvvisamente aperta. Quando rimuove una radice che blocca un meccanismo, la struttura si attiva e dei fulmini cominciano a colpire il pianeta.
- Durata: 48 minuti
- Apparizione speciale: Thomas Jane (L'Investigatore).
- Guest star: David Strathairn (Comandante Klaes Ashford), Burn Gorman (Adolphus Murtry), Kris Holden-Ried (Coop), Rosa Gilmore (Dottoressa Lucia Mazur), Lyndie Greenwood (Dottoressa Elvi Okoye), Jess Salgueiro (Chandra Wei).

## Subduzione
- Titolo originale: Subduction
- Diretto da: David Petrarca
- Scritto da: Dan Nowak

### Trama
Il segretario dell'interno terrestre Nancy Gao dà le dimissioni in disaccordo con la politica di Avasarala sull'Anello e con l'intenzione di sfidarla alle prossime elezioni. Avasarala scopre che l'avversaria fu favorita da nepotismo nella sua carriera, così decide fare trapelare la notizia per screditarla. Intanto, su Marte, Draper scopre che suo nipote è stato rapito e lo spacciatore lo tiene in ostaggio per ripagare il danno subito al laboratorio quando fu salvato da Draper. Lo spacciatore ricatta Draper chiedendole di lasciare una porta aperta nel magazzino dove lavora in modo che possano rubare dei componenti, in cambio della liberazione del nipote. Draper inizialmente si rivolge alla polizia, ma scopre che lo spacciatore è Esai Martin, un poliziotto dalla carriera integerrima, ed è costretta ad aiutarlo. Ad operazione conclusa, Martin libera il nipote di Draper e le chiede di lavorare per lui, ma lei rifiuta. Nel frattempo su Ilus la pioggia di fulmini colpisce l'insediamento danneggiando il generatore dei coloni: Naomi e Amos si adoperano per ripararlo e quest'ultimo preleva forzatamente dei componenti dai terrestri. Murtry, venutolo a sapere, lo minaccia velatamente, ma Amos, per nulla intimorito, lo definisce senza fronzoli un assassino. Nel frattempo Holden e Alex vengono raggiunti dalla dottoressa terrestre Okoye e, mentre discutono l'accaduto, percepiscono un terremoto. Triangolando la posizione con dei sismografi scoprono che una gigantesca struttura si è attivata e sta scavando una trincea verso l'insediamento. Holden decide di scagliare contro un missile nucleare dalla Rocinante e la struttura sembra fermarsi. Intanto all'insediamento, Murtry e i suoi uomini uccidono altri quattro coloni che stavano cospirando per ucciderlo.
- Durata: 46 minuti
- Guest star: Burn Gorman (Adolphus Murtry), Paul Schulze (Esai Martin), Kris Holden-Ried (Coop), Rosa Gilmore (Dottoressa Lucia Mazur), Lyndie Greenwood (Dottoressa Elvi Okoye), Jess Salgueiro (Chandra Wei).

## Retrogrado
- Titolo originale: Retrograde
- Diretto da: David Petrarca
- Scritto da: Matthew Rasmussen

### Trama
Draper confessa al suo capo del furto e del ricatto, ma inaspettatamente questi la esorta a rifarlo dividendo con lui il guadagno. Draper è scioccata e si licenzia, finendo per ubriacarsi al bar con un altro ex marine commentando di come le cose su Marte siano cambiate. Tornata a casa, viene arrestata per il furto sul posto di lavoro e finita in cella, accetta di lavorare per Esai Martin. Intanto Drummer e Ashford catturano Marco Inaros con l'aiuto delle fazioni dell'APE che gli sono nemiche. Egli è l'ex fidanzato di Naomi con cui ha avuto un figlio e Drummer cerca di scoprire dove si trovi ora il bambino senza successo. Marco propone di cedere alle altre fazioni i proventi dell'ultimo attacco alla nave terrestre per cui è ricercato in cambio della vita. Egli sostiene inoltre che gli Interni presto o tardi li tradiranno e a quel punto avranno bisogno di lui. Le fazioni dell'APE sono divise su come comportarsi e alla fine il voto di Drummer è decisivo per salvargli la vita poiché ella crede che condannarlo a morte avrebbe portato a lotte intestine nell'APE. Nel frattempo su Ilus Naomi cerca di portare la dottoressa Lucia in salvo sulla Rocinante, poiché complice del complotto e che Murtry quindi vuole uccidere. Holden e Alex raggiungono le due donne e riescono a portarle in salvo sulla Rocinante: mentre la nave decolla verso l'orbita, Holden scende e fronteggia Murtry, sollevandolo dal comando per le sue azioni.
- Durata: 44 minuti
- Guest star: David Strathairn (Comandante Klaes Ashford), Burn Gorman (Adolphus Murtry), Paul Schulze (Esai Martin), Rosa Gilmore (Dottoressa Lucia Mazur), Lyndie Greenwood (Dottoressa Elvi Okoye), Jess Salgueiro (Chandra Wei), Keon Alexander (Marco Inaros).

## Oppressore
- Titolo originale: Oppressor
- Diretto da: Jeff Woolnough
- Scritto da: Daniel Abraham e Ty Franck

### Trama
Durante un dibattito con Nancy Gao per le elezioni, Avasarala viene prelevata per un problema di sicurezza: una nave è in rotta di collisione con la piattaforma di difesa dagli asteroidi di Terra, sostenendo di essere una nave civile con un guasto. La nave viene però identificata come quella abbordata da Marco Inaros e Avasarala la fa distruggere per limitare i danni. Questo episodio però colpisce duramente il consenso di Avasarala che viene superata da Nancy Gao nei sondaggi. Intanto su Ilus, Holden spiega a Murtry che devono evacuare il pianeta prima che le strutture aliene si riattivino uccidendo tutti. Murtry acconsente a patto che anche i coloni lascino il pianeta che lui intende rivendicare, tuttavia essi rifiutano di evacuare e prendono due terrestri in ostaggio. Intanto sulla Rocinante Lucia è distrutta dopo avere scoperto che sua figlia è scomparsa e che suo marito la accusa di avere distrutto la famiglia. La donna si sente anche in colpa perché ha aiutato a fare esplodere la piattaforma che ha distrutto la nave da sbarco terrestre, per quanto la sua intenzione fosse quella impedire l'atterraggio senza vittime. Naomi la esorta a non perdere la speranza portandole il proprio esempio e confessando di essere stata complice di una strage perché ingannata dal suo ex compagno. Nel frattempo sul pianeta Holden confessa ad entrambe le fazioni le sue visioni di Miller per convincerli ad ascoltarlo ed evacuare il pianeta, tuttavia rimangono scettici e continuano a litigare lanciandosi accuse. Intanto dall'orbita, Alex rileva una gigantesca esplosione dall'altra parte del pianeta.
- Durata: 45 minuti
- Guest star: Burn Gorman (Adolphus Murtry), Kris Holden-Ried (Coop), Rosa Gilmore (Dottoressa Lucia Mazur), Lyndie Greenwood (Dottoressa Elvi Okoye), Jess Salgueiro (Chandra Wei).

## Evacuazione
- Titolo originale: Displacement
- Diretto da: Jeff Woolnough
- Scritto da: Hallie Lambert

### Trama
La UNN Tripoli giunge alla stazione Medina per indagare sull'attacco piattaforma terrestre e fanno intendere che non se ne andranno se l'APE non sarà capace di tenere sotto controllo i terroristi. Drummer e Ashford capiscono che Marco Inaros li ha ingannati e lo rintracciano a bordo di una nave cinturiana, la Pizzouza. Intanto su Marte Draper lavora come braccio armato di Esai Martin e inizia una relazione con un altro ex marine. Durante il furto ad un magazzino, Draper si offre per uscire all'esterno e sbloccare manualmente la porta, venendo salvata dai complici quando l'ossigeno termina. Nel frattempo su Ilus Naomi e Alex allarmano Holden che l'esplosione causerà nell'arco di poche ore una devastante onda d'urto e una conseguente inondazione che distruggerà l'insediamento. Holden convince entrambe le fazioni ad evacuare, accettando di sostenere la causa dei coloni con le Nazioni Unite. Improvvisamente però i reattori delle navi smettono di funzionare: Naomi ipotizza che la promolecola abbia attivato un sorta di misura di sicurezza in seguito all'esplosione sul pianeta. Holden convince Murtry a fare utilizzare uno dei suoi shuttle ai coloni e in cambio cercherà di convincerli a cedere il litio che, secondo Murtry, hanno estratto illegalmente. Lo shuttle tuttavia si disintegra durante la discesa e una delle lune del pianeta comincia a fondersi. Senza più modo di lasciare il pianeta, Holden propone di rifugiarsi dentro la struttura aliena dov'era già stato, aprendo un varco con delle cariche esplosive. Mentre l'onda d'urto colpisce l'insediamento, la dottoressa Okoye si rende conto di avere contratto una misteriosa infezione ad un occhio. Alla fine tutti i sopravvissuti riescono a rifugiarsi nella struttura aliena proprio mentre l'inondazione distrugge l'insediamento.
- Durata: 49 minuti
- Guest star: David Strathairn (Comandante Klaes Ashford), Burn Gorman (Adolphus Murtry), Paul Schulze (Esai Martin), Rosa Gilmore (Dottoressa Lucia Mazur), Keon Alexander (Marco Inaros), Lyndie Greenwood (Dottoressa Elvi Okoye), Jess Salgueiro (Chandra Wei).

## Uno sparo nel buio
- Titolo originale: A Shot In The Dark
- Diretto da: Sarah Harding
- Scritto da: Dan Nowak

### Trama
In orbita sopra Ilus, la nave cinturiana Barbapiccola, senza più propulsori e con le batterie quasi esaurite, rischia di precipitare verso il pianeta non potendo più accelerare per mantenere l'orbita. Naomi cerca modi per alzarla dall'orbita e Lucia ha un'idea: collegarla con un lungo cavo alla Rocinante in modo che la traini al sicuro in un'orbita più alta. Intanto dentro la struttura aliena cinturiani e terrestri iniziano una difficile convivenza nell'attesa che il livello dell'acqua si abbassi per permettere loro di uscire. La dottoressa Okoye comunica a Holden e Murtry dell'infezione oculare a cui tutti sono stati esposti, eccetto inspiegabilmente Holden. Prelevando il suo sangue la dottoressa inizia a cercare una cura prima che essa porti tutti alla cecità. Murtry cambia improvvisamente atteggiamento verso i cinturiani e confida al suo vice Wei che intende approfittare della situazione per eliminare sia i cinturiani che Holden, dividendo con lei la percentuale di guadagni che gli sono stati promessi e chiedendo in cambio la sua fedeltà. Alcune persone però entrano in contatto con alcune lumache provenienti dall'acqua che penetra nella struttura e muoiono improvvisamente. Nel frattempo sulla Terra, Avasarala dà ordine ad una nave di abbordare la Pizzouza per catturare Marco Inaros. Quando però i marine assaltano la nave, essa improvvisamente esplode uccidendo marine ed equipaggio.
- Durata: 44 minuti
- Guest star: Burn Gorman (Adolphus Murtry), Rosa Gilmore (Dottoressa Lucia Mazur), Keon Alexander (Marco Inaros), Lyndie Greenwood (Dottoressa Elvi Okoye), Jess Salgueiro (Chandra Wei), Benz Antoine (Generale McCourt).

## L'uomo con un solo occhio
- Titolo originale: The One-Eyed Man
- Diretto da: Sarah Harding
- Scritto da: Dan Nowak

### Trama
Avasarala affronta le conseguenze della distruzione della Pizzouza. Per riabilitare la sua immagine durante la commemorazione per i marine uccisi tiene un accorato discorso prendendosi la colpa e raccontando di come anche suo figlio sia morto da soldato. Inoltre fa trapelare le immagini della distruzione su Ilus spostando l'attenzione dei media. Nel frattempo Fred Johnson arriva su Medina e Drummer, furibonda con lui per averli portati nella trappola di Marco Inaros, rassegna le dimissioni da comandante, mentre Ashford decide di andare a caccia di Marco Inaros. Nel frattempo su Marte Draper discute con Esai Martin sul prossimo colpo: la donna ritiene che il guadagno elevato non giustifichi un'operazione rischiosa, con poche informazioni e che potrebbe riguardare armi. Esai Martin però intende procedere ugualmente perché spera di fare abbastanza soldi per ricominciare la vita su un altro pianeta oltre l'Anello. Come diversi altri non crede più nel sogno di Marte, sostenendo sia molto più semplice raggiungere un altro pianeta abitabile che terraformare Marte per 100 anni. Intanto su Ilus, mentre la Rocinante riesce a trainare la Barbapiccola su un'orbita sicura, sul pianeta tutti eccetto Holden hanno perso la vista e tentano di difendersi dalle lumache velenose. La dottoressa Okoye ha infine un'intuizione e analizzando l'umor vitreo di Holden scopre che è immune grazie ai farmaci oncologici che prende in seguito all'esposizione su Eros. Sintetizzata una cura le persone cominciano a recuperare la vista per prepararsi a uscire ora che l'acqua si è ritirata. D'un tratto, Miller appare a Holden, ma parla in modo incomprensibile continuando a cambiare aspetto.
- Durata: 53 minuti
- Apparizione speciale: Thomas Jane (L'Investigatore).
- Guest star: David Strathairn (Comandante Klaes Ashford), Burn Gorman (Adolphus Murtry), Paul Schulze (Esai Martin), Rosa Gilmore (Dottoressa Lucia Mazur), Lyndie Greenwood (Dottoressa Elvi Okoye), Jess Salgueiro (Chandra Wei), Benz Antoine (Generale McCourt) e Chad L. Coleman (Frederick Lucius Johnson).

## Saeculum
- Titolo originale: Saeculum
- Diretto da: Breck Eisner
- Scritto da: Daniel Abraham e Ty Franck

### Trama
Murtry fa lanciare uno shuttle dalla sua nave per colpire la Rocinante. Alex lo distrugge, ma i detriti danneggiano alcuni propulsori, così per compensare Alex utilizza il rinculo del cannone per stabilizzare l'orbita e guadagnare tempo. Nel frattempo Miller si stabilizza e riprende la personalità dell'uomo conosciuto da Holden. Egli spiega di essere stato usato ed essere stato sotto il controllo della protomolecola, ma di essersi riuscito a liberare. Conduce quindi Holden verso una sorta di bomba, con cui spera di distruggere la protomolecola sul pianeta e permettere a tutti di andarsene. Murtry e Wei seguono Holden con l'intenzione di ucciderlo dopo avere fatto confessare alla dottoressa Okoye, l'ultima che l'ha visto, dove fosse diretto. Amos lo viene a sapere e a sua volta insegue i due con l'intenzione di uccidere Murtry, accompagnato da Okoye. Holden attraversa un portale e raggiunge un cerchio di energia: Miller spiega che prenderà forma fisica in un robot dismesso lì vicino, si collegherà a tutta la struttura e poi la disattiverà per sempre entrando in contatto con il cerchio di energia. Nel frattempo Amos fronteggia Wei che fino alla fine non vuole farsi da parte, così Amos la uccide, venendo però a sua volta ferito da Murtry. Nel frattempo Okoye raggiunge Holden avvisandolo di quanto successo, così questi torna indietro e fronteggia Murtry in un duello su cui ha la meglio, incapacitandolo. Intanto Miller cerca di raggiungere il cerchio di energia con l'aiuto di Okoye, ma la portomolecola lo danneggia. Mentre Holden arriva sul posto, Okoye scivola con Miller verso il cerchio di energia.
- Durata: 43 minuti
- Apparizione speciale: Thomas Jane (L'Investigatore).
- Guest star: Burn Gorman (Adolphus Murtry), Rosa Gilmore (Dottoressa Lucia Mazur), Lyndie Greenwood (Dottoressa Elvi Okoye), Jess Salgueiro (Chandra Wei).

## Cibola in fiamme
- Titolo originale: Cibola Burn
- Diretto da: Breck Eisner
- Scritto da: Daniel Abraham, Ty Franck e Naren Shankar

### Trama
Grazie al sacrificio di Miller la protomolecola sul pianeta è disattivata e le navi in orbita riprendono a funzionare. Mentre coloni cinturiani e i terrestri decidono di rimanere sul pianeta, la Rocinante scorta la Barbapiccola verso il sistema solare. Murtry viene trasportato come prigioniero, mentre Lucia viene lasciata libera riportando che sia morta durante l'attacco alla Rocinante da parte dello shuttle terrestre. Su Marte, Draper è convinta che il prossimo affare che devono fare sia una trappola: decide di intervenire per salvare i suoi compagni, ma quasi tutti compreso Esai Martin muoiono in un'imboscata. I cinturiani responsabili fuggono facendo esplodere una bomba, così Draper contatta Avasarala chiedendole di lavorare insieme perché teme che questi cinturiani siano in combutta con alcuni alti ufficiali marziani. Avasarala intanto ha però appena perso le elezioni e riceve il messaggio di Draper poco dopo averne lasciato uno di consigli alla nuova segretaria Nancy Gao. Nel frattempo Ashford rintraccia e abborda la nave di Marco Inaros, riuscendo a raggiungerlo, ma venendo fermato da Filip Inaros, figlio suo e di Naomi. Prima di venire gettato nello spazio, registra la sua conversazione con Marco inviandola a qualcuno. Quest'ultimo intanto attua il suo piano: scagliare un meteorite occultato con tecnologia marziana verso la Terra.
- Durata: 49 minuti
- Guest star: David Strathairn (Comandante Klaes Ashford), Burn Gorman (Adolphus Murtry), Paul Schulze (Esai Martin), Rosa Gilmore (Dottoressa Lucia Mazur), Lyndie Greenwood (Dottoressa Elvi Okoye), Jess Salgueiro (Chandra Wei), Keon Alexander (Marco Inaros), Jasai Chase Owens (Filip Inaros).